# Maupiti Island
 (mars 2021).
La mise en forme du texte ne suit pas les recommandations de Wikipédia : il faut le « wikifier ».
Les points d'amélioration suivants sont les cas les plus fréquents. Le détail des points à revoir est peut-être précisé sur la page de discussion.
- Les titres sont pré-formatés par le logiciel. Ils ne sont ni en capitales, ni en gras.
- Le texte ne doit pas être écrit en capitales (les noms de famille non plus), ni en gras, ni en italique, ni en « petit »…
- Le gras n'est utilisé que pour surligner le titre de l'article dans l'introduction, une seule fois.
- L'italique est rarement utilisé : mots en langue étrangère, titres d'œuvres, noms de bateaux, etc.
- Les citations ne sont pas en italique mais en corps de texte normal. Elles sont entourées par des guillemets français : « et ».
- Les listes à puces sont à éviter, des paragraphes rédigés étant largement préférés. Les tableaux sont à réserver à la présentation de données structurées (résultats, etc.).
- Les appels de note de bas de page (petits chiffres en exposant, introduits par l'outil «  Source ») sont à placer entre la fin de phrase et le point final[comme ça].
- Les liens internes (vers d'autres articles de Wikipédia) sont à choisir avec parcimonie. Créez des liens vers des articles approfondissant le sujet. Les termes génériques sans rapport avec le sujet sont à éviter, ainsi que les répétitions de liens vers un même terme.
- Les liens externes sont à placer uniquement dans une section « Liens externes », à la fin de l'article. Ces liens sont à choisir avec parcimonie suivant les règles définies. Si un lien sert de source à l'article, son insertion dans le texte est à faire par les notes de bas de page.
- La présentation des références doit suivre les conventions bibliographiques. Il est recommandé d'utiliser les modèles {{Ouvrage}}, {{Chapitre}}, {{Article}}, {{Lien web}} et/ou {{Bibliographie}}. Le mode d'édition visuel peut mettre en forme automatiquement les références.
- Insérer une infobox (cadre d'informations à droite) n'est pas obligatoire pour parachever la mise en page.

Pour une aide détaillée, merci de consulter Aide:Wikification.
Si vous pensez que ces points ont été résolus, vous pouvez retirer ce bandeau et améliorer la mise en forme d'un autre article.
 (mars 2021).
Si vous disposez d'ouvrages ou d'articles de référence ou si vous connaissez des sites web de qualité traitant du thème abordé ici, merci de compléter l'article en donnant les références utiles à sa vérifiabilité et en les liant à la section « Notes et références ».
Pour les articles homonymes, voir Maupiti (homonymie).
Maupiti Island est un jeu vidéo d'aventure développé et édité par Lankhor en 1990 sur Amiga et Atari ST et en 1991 sur DOS.

## Histoire
Situé dans les années 50, Maupiti Island conte la suite des aventures du détective Jérôme Lange, après Le Manoir de Mortevielle. Celui-ci, se rendant de Madagascar au Japon doit se détourner sur l'île de Maupiti pour échapper à la menace d'un cyclone. Durant la nuit, une femme, Marie, disparaît. Jérôme Lange se charge de l'enquête.

## Équipe de développement
- Scénario : Sylvian Bruchon[2]
- Directeur artistique : Dominique Sablons
- Graphismes : Stéphane Polard pour la version PC
- Musiques et bruitages : André Bescond
- Synthèse vocale : Béatrice Langlois
- Réalisation : Christian Droin, Bruno Gourier, Jean-Luc Langlois

## Accueil
Maupiti Island a reçu le Tilt d'Or Canal Plus 1990 du « meilleur jeu d'aventure ». Operation Stealth et The Colonel's Bequest étaient les deux autres nommés.

## La série
- 1988 : Le Manoir de Mortevielle
- 1990 : Maupiti Island
- Initialement prévue pour 1992, une autre suite, Sukiya, a été abandonnée après l'échec de La Secte noire.

## Rééditions
Le 6 mai 2010, la société DotEmu réédite le jeu Maupiti Island, avec les images de l'ancienne version PC, commercialement disponible en téléchargement en anglais, en français et en espagnol.
Le 15 juin 2018, un projet de refonte du jeu, Maupiti Island Remake, est annoncé par le studio de développement français Cup Of Games. En février 2019, une campagne Kickstarter est en ligne, mais elle échoue car la somme espérée n'est pas atteinte dans les délais impartis. Au mois d'août, le projet est annoncé comme étant toujours d'actualité. En avril 2022, le studio annonce la fin prochaine du développement du jeu, laissant entrevoir sa sortie dans le courant de l'année. Mais après plusieurs mois sans donner signe de vie, le studio annonce que le projet évolue « grâce aux technologies récemment apparues » et repousse finalement la sortie du jeu pour la fin 2024.